# Arundhati
En el marco de la mitología hinduista, Arundhatí fue una de las nueve hijas de Kardama Prayápati y su esposa Devajuti.
Su padre la casó con el rishi (sabio) Vásista, uno de los sapta rishi (‘siete sabios’).

## Nombre
- arundhatī, en el sistema AITS (alfabeto internacional para la transliteración del sánscrito).
- अरुन्धती, en escritura devanagari del sánscrito.
- Pronunciación: /arundatí/.[1]
- Etimología: sin datos.[1]

## Leyenda
Según el Átharva-veda (fines del II milenio a. C.), originalmente la arundhatí era una enredadera medicinal. Ya en el Ramaiana (siglo III a. C.) aparece la leyenda de Kardama y Arundhatí.
Se la identifica con la estrella de la mañana (el planeta Venus, que también es la estrella de la tarde) y también con la estrella Alcor, que forma una estrella doble con Mizar, en la constelación de la Osa Mayor.
En la India a Mizar se la llama Vásishta y a Alcor, Arundhatí.
Durante la ceremonia de matrimonio de los hinduistas, una parte del ritual es que el novio le señala a la novia las estrellas dobles de Vásishta y Arundhatí como la pareja ideal, símbolo de cumplimiento civil y lealtad.
Dado que esta estrella es apenas visible, existe la creencia de que cuando alguien está cerca de la muerte, ya no puede distinguir la estrella Arundhatí.
Además, debido a su debilidad, existe la costumbre de mostrarla por pasos: en primer lugar se muestran estrellas cercanas más brillantes, y luego en relación con estas se dirige la atención a la débil Arundhatí.
En relación con esto, hay una máxima que dice: «Arundhatí darshana niaiá», que en sánscrito significa que se muestra algo por inferencia, pasando desde los pasos conocidos a los desconocidos.